# N-dimensionale ruimte
In de meetkunde, een deelgebied van de wiskunde, is een {\displaystyle n}-dimensionale ruimte een ruimte met {\displaystyle n} dimensies, met {\displaystyle n} een natuurlijk getal. Die ruimte kan een vectorruimte zijn, een euclidische ruimte zijn, een metrische ruimte, een topologische ruimte of enige andere ruimte.
Meer in het algemeen is een {\displaystyle n}-dimensionale variëteit een ruimte die er lokaal uitziet als een {\displaystyle n}-dimensionale euclidische ruimte, maar waarvan de globale structuur niet-euclidisch kan zijn.
Soms moet in de wetenschap een wiskundig object met {\displaystyle n} vrijheidsgraden beschreven worden als ware het een punt in een {\displaystyle n}-dimensionale ruimte. In de klassieke mechanica bijvoorbeeld wordt de driedimensionale positie en impuls van een puntdeeltje in een 6-dimensionale faseruimte beschreven.